# La telaraña (película de 1954)
La telaraña es una película en blanco y negro de Argentina dirigida por Kurt Land sobre el guion de Enrique De Thomas que se estrenó el 30 de septiembre de 1954 y que tuvo como protagonistas a Francisco Martínez Allende, Amalia Sánchez Ariño, Alberto Bello y Diana Ingro. Fue un filme póstumo de Martínez Allende.

## Sinopsis
Los problemas de un hombre que al ir a ver a su hijo recién nacido es confundido con un asaltante.

## Reparto
- Francisco Martínez Allende
- Amalia Sánchez Ariño
- Alberto Bello
- Diana Ingro
- Nathán Pinzón
- Herminia Franco
- Cayetano Biondo
- Paquita Peyró
- Paul Ellis
- Arturo Arcari
- Martha Atoche
- Jorge Villoldo

## Comentarios
King señaló que la película estaba:

”Hecha en exteriores totalmente….tratando de dar en todo momento una absoluta sensación de naturalidad y verosimilitud”

La Razón dijo en su crónica:

”El tema oscila entre el relato policial y la crónica periodística, y sus primeras escenas impresionan favorablemente, pero luego la acción se diluye en escenas lánguidas, para terminar en undesenlace de novela rosa que contrasta y desconcierta después del vibrante realismo de los hechos.”

Por su parte Manrupe y Portela escriben:

”A pesar de las numerosas “casualidades” que le ocurren al protagonista y a un final feliz tonto, un buen uso del suspenso opresivo. Filmada en exteriores de Buenos Aires es un título que merecería ser revisado.”